# Lipper Schützen

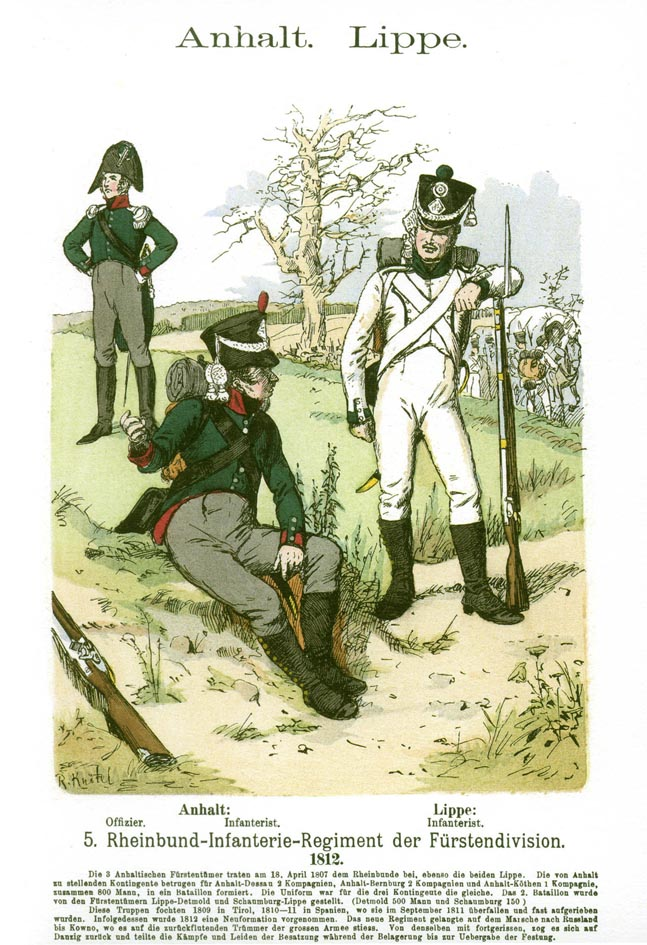
Lipper Schütze (rechts) in der Fürstendivision des Rheinbundes

Als Lipper Schützen oder Lippische Schützen bezeichnete man die Infanterie-Einheiten, die das Fürstentum Lippe zuerst im Rheinbund aufstellte und die später in den deutschen Bundesheeren und schließlich in der preußischen Armee dienten. Als Symbol für ein lippisches Heimatbewusstsein fand der Lipper Schütze als Figur im 19. und 20. Jahrhundert Eingang in Volkslieder der Region. Aufgrund seiner Popularität war er auch auf dem 50-Pfennig-Notgeldschein der Stadt Detmold nach dem Ersten Weltkrieg abgebildet. Darüber hinaus wird in Lemgo unter der Bezeichnung Lipper Schütze ein Wacholderschnaps hergestellt, dessen Flasche nach einem Soldaten in einer Uniform des Fürstentums Lippe um 1815 modelliert ist.

## Geschichte
Der Lipper Schütze in seiner ursprünglichen blau-rot-weißen Uniform in Anlehnung an französische Uniformen und seinem Gewehr ist Bestandteil vieler historischer Abbildungen. Nachdem das Fürstentum Lippe dem Rheinbund am 18. April 1807 beigetreten war, werden die Lipper Schützen erstmals am 5. Mai 1807 in Bataillonsstärke erwähnt. Zusammen mit einem schaumburgisch-lippischen Kompanie bildet es das II. Bataillon des 5. Infanterieregiments der Fürstendivision des Rheinbundes. Die Kompanie kämpfte 1809 in Tirol und 1809/1810 in Spanien und nahm am Russlandfeldzug 1812 teil, kam dort aber nur bis Vilnius, deckte den Rückzug der aus Moskau zurückkehrenden Truppen und blieb in Danzig. Im Jahr 1866 kämpfte die Einheit während des Deutschen Krieges als Teil der Mainarmee.
Am 27. Mai 1867 wurde durch die Militärkonvention mit Preußen das Füsilier-Bataillon Lippe aufgelöst. Die lippischen Soldaten wurden zum III. (Füsilier-)Bataillon im 6. Westfälischen Infanterie-Regiment Nr. 55 überstellt; sie waren also ab dann Teil der Preußischen Armee. Ab etwa 1840 wurden bereits die ursprünglich französierenden blau-weiß-roten Uniformen an die preußischen Uniformen angelehnt. Bestimmend für die Darstellung der historischen Figur blieb jedoch die Uniform um etwa 1815. Die Uniformen im Original sind im Lippischen Landesmuseum Detmold zu betrachten. Außerdem war der Schütze in blau-weiß-roter Uniform von etwa 1830 auf dem 50-Pfennig-Notgeldschein der Stadt Detmold nach dem Ersten Weltkrieg abgebildet.

## Aufnahme in Liedtexten

### „Lippe-Detmold eine wunderschöne Stadt“
Das Lied Lippe-Detmold, eine wunderschöne Stadt ist ein auch überregional bekanntes, blutig-humoristisches Volkslied und eine Art Regionalhymne des Lipperlandes. Es bezieht sich ebenfalls auf die Soldaten des Fürstentums. Das Soldatenlied stammt wohl ursprünglich aus den Befreiungskriegen gegen Napoleon, vermutlich der Schlacht bei Preußisch Eylau 1807. Der Text bespöttelt die deutsche Kleinstaaterei und ihre Fürsten. Im Lied wird der blaue Waffenrock eines lippischen Schützen erwähnt. Als dieser in einer Schlacht fällt, sieht der General ob dieses Verlustes seine Kampagne in Ermangelung weiterer Soldaten in Gefahr, denn das winzige Lippe besaß mithin auch nur eine winzige Armee.

### „Zu Siebzig, da zogen die Lippischen Schützen“
Das Lied Zu Siebzig, da zogen die Lippischen Schützen wurde in Bruchstücken erstmals 1908 und vollständig 1912 schriftlich veröffentlicht. Es war zuvor mündlich in Mundart überliefert und dürfte im Deutsch-Französischen Krieg 1870/71 entstanden sein. Es existieren verschiedene Versionen. Durch Bühnenauftritte und mehrere Schallplattenaufnahmen  machte vor allem der in Detmold gebürtige Joseph Plaut das Lied weiteren Kreisen bekannt. Das Lied findet sich auch auf der ersten Schallplatte der Folkband Liederjan.